# José Joaquín Estudillo
José Joaquín Estudillo (Monterey, 7 de mayo de 1800-San Leandro, 7 de junio de 1852) fue un estadista y ranchero californio que se desempeñó como segundo alcalde de San Francisco (entonces conocido como Yerba Buena). Miembro de la destacada familia Estudillo de California, también es considerado el fundador de la ciudad de San Leandro.

## Biografía
Nació en el Presidio de Monterey, hijo de José María Estudillo, un soldado español; su hermano José Antonio Estudillo también jugó un papel importante en el asentamiento de California. Se unió al ejército español a la edad de 15 años como soldado distinguido en el Presidio de Monterey. A principios de 1835 se desempeñó como comisionado a cargo de la secularización de la Misión San Francisco de Asís. En julio de ese año solicitó al alcalde, Francisco de Haro, una concesión de tierras en esa zona. Haro remitió la solicitud al gobernador José Figueroa, quien la negó con el argumento de que el ayuntamiento adscrito a la Misión no tenía autoridad para conceder tales solicitudes. En noviembre de 1835 fue elegido alcalde de Yerba Buena. Utilizando los términos establecidos por Figueroa, la primera concesión de tierras otorgada en esa zona fue aprobada por el propio Estudillo, como alcalde, el 2 de junio de 1836. El destinatario de esa concesión de tierras fue William A. Richardson, quien acababa de convertirse en cuñado de Estudillo.
Después de su mandato de un año, el junto a su esposa y sus diez hijos se mudaron a través de la Bahía de San Francisco, instalándose en las afueras del Rancho San Antonio de los Peralta en San Leandro Creek, los primeros pobladores de lo que más tarde se conocería como el municipio de Edén. Solicitó al gobernador Juan Bautista Alvarado que recibiera una concesión de tierras para el terreno entre San Leandro Creek y San Lorenzo Creek en enero de 1837. Pasaron cinco años sin respuesta. Al darse cuenta de que su petición original se había perdido, envió una segunda en 1842. Esta vez, Alvarado le concedió los 6829 acres (27,6 km²)   Rancho San Leandro (llamado así por San Leandro, patrón de Estudillo) que solicitó. Ese mismo año, Ignacio Peralta construiría su casa al otro lado del arroyo de Estudillo.

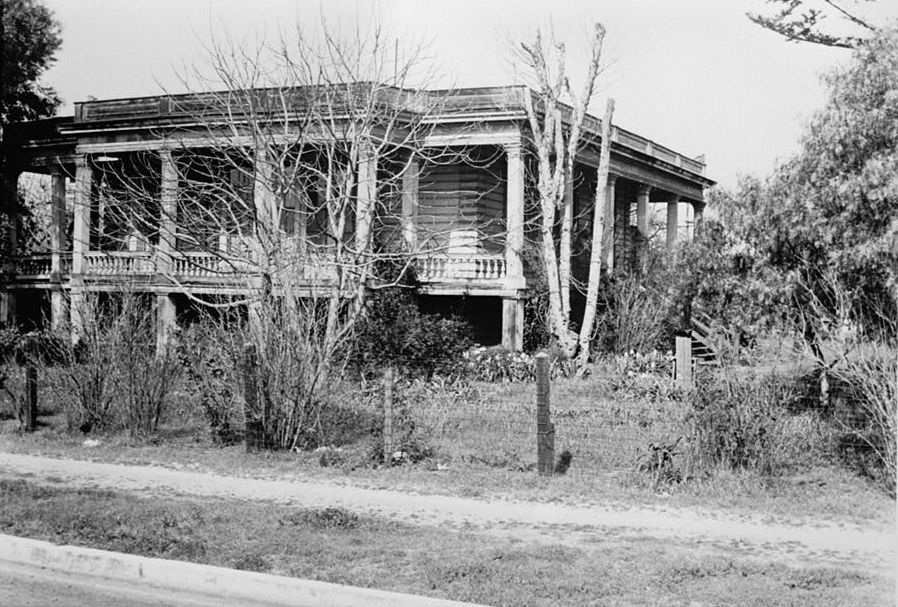
Casa de Estudillo, 1940.

La cesión mexicana de Alta California a Estados Unidos y la fiebre del oro de California marcaron un punto de inflexión en su vida. Después de la afluencia de estadounidenses, el precio del ganado aumentó de 2 dólares por cabeza a 60 dólares. Vendió todas sus existencias y construyó una gran casa en 1850, proporcionándola profusamente con mercancías de todo el mundo. Por otro lado, los ocupantes ilegales invadieron sus tierras y causaron estragos con sus caballos y ganado (antes de que fueran vendidos), hasta el punto de que su campamento pasó a ser conocido como "Squatterville". Fue sólo gracias a los esfuerzos de dos de sus yernos, John B. Ward y William Heath Davis, que los ocupantes ilegales quedaron bajo control. Más tarde, Ward y Davis diseñaron el sitio de la ciudad que se convertiría en San Leandro.
Falleció en 1852. Sus descendientes donaron el terreno donde se encontraba su casa, la Casa de Estudillo, para la construcción de la Iglesia de San Leandro. Ese sitio fue declarado Monumento Histórico de California número 279, y se encuentra en la calle que ahora lleva su nombre, Estudillo Avenue.